# 탈 윌켄펠드

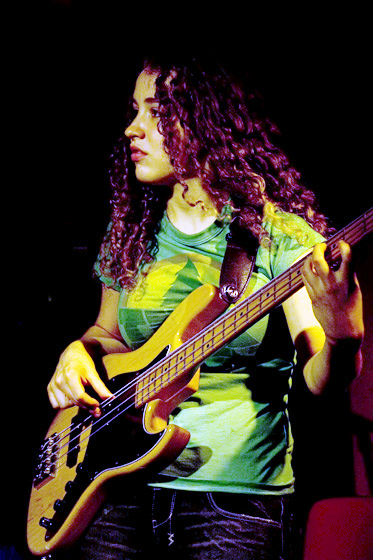
탈 윌켄펠드(2008년)

탈 윌켄펠드(Tal Wilkenfeld, 1986년 12월 2일~)는 오스트레일리아의 베이스 기타 및 기타 연주자이자 가수, 작곡가로 제프 벡, 프린스, 에릭 클랩튼, 허비 핸콕, 믹 재거 등과 연주하며 음악계에 나타났다. 2008년 베이스 플레이어 매거진에서 독자들이 뽑은 "이 해의 가장 뜨거운 신인"으로 선정되었고 2013년에는 베이스 플레이어 매거진의 "영 건 어워드"를 수상하며 레너드 코헨의 <Chelsea Hotel>을 연주했었다.
탈 윌켄펠드는 자신의 이름을 딴 밴드의 리더로 노래와 베이스, 기타를 연주하고 있다.

## 생애
시드니에서 태어났다. 고등학교에서 자퇴한 후 2003년 미국으로 건너갔다. 로스앤젤레스에서 살다가 곧 뉴욕으로 옮겨가 현재까지 거주하고 있다. 원래는 기타를 연주했으나 미국으로 건너가고 1년 후 베이스 기타를 치기 시작했다.
칙 코리아, 스티브 바이, 제프 벡 등의 유명 음악가들과 연주한 바 있다.

## 음반
- 《트랜스포메이션》(2007)